# 劉潤之
劉潤之（1894年3月2日—1948年12月30日），名萬富、萬撫，字潤之。西康省越嶲縣迥龍鄉納耳壩（今屬石棉縣永和鄉裕隆村）人。民國37年（1948年）在西康省選區當選第一屆立法委員。

## 生平
光緒二十六年庚子（1900年），啟蒙於納耳壩川主廟小學
光緒三十二年丙午（1906年），遊學省垣，旋入成都四川陸軍小學堂就讀
北京清河陸軍第一預備學校
民國六年丁巳（1917年），保定陸軍軍官學校第二期步兵科卒業回川，在劉存厚部任連長，駐成都鳳凰山。名雖為連，兵只數名，再加逃走一兵、上面追查，於是棄職回越嶲，擔任木裡金礦局長，常住越嶲城內
民國八年己未（1919年），川軍熊克武擴編隊伍，將所屬五個師擴編為八個師，時西昌駐有漢軍前五菅，統領為蔣安亭，該營被熊收編為第八師十六旅，蔣任旅長。因蔣與萬撫之父為舊交，萬撫又拜寄蔣，蔣念及舊情，委為三十一團長、駐防峨眉縣
歷任四川陸軍第二十一師第三旅手槍團排長、連長，靖國川軍第一軍獨立旅第一團第營營長，1919年1月任熊克武靖國軍第二軍第三師第六旅第十一團團長等職。1922年3月任川軍第三師司令部參謀，川軍總指揮部警衛團團長，1925年1月率部參加川軍派系戰爭，戰敗後退守成都地區。1928年1月任國民革命軍第二十四軍暫編第一師步兵第二團團長等職，1929年7月任第六路軍副總指揮劉文輝部警衛團團長，後任手槍旅副旅長等職。1935年3月任陸軍第二十八軍總指揮部特科司令，第二十八軍獨立第二旅旅長等職。1935年4月任陸軍少將軍銜。1936年12月保送陸軍大學特別班學習，1938年10月畢業。抗日戰爭爆發後，任第二戰區第十二集團軍第四十五軍司令部副參謀長、參謀長等職，後隸屬第五戰區、第九戰區，率部參加太原保衛戰、忻口會戰、徐州會戰、武漢會戰諸役，1941年12月任第四十五軍第一二五師副師長、代理師長等職，1943年1月任第五戰區第二十二集團軍第四十五軍第一二五師中將師長等職，參加隨棗會戰、棗宜會戰和豫北會戰諸役。1944年，任成懋師管區司令。
歷任四川省仁壽縣知事、大足縣縣長
抗日戰爭勝利後，任國民政府國防部委員，1945年10月被授予忠勤勳章，1946年5月被授予勝利勳章，1946年7月退為備役。
民國37年，當選立法委員，曾出席第一屆立法院第一會期
1948年8月因患肺癌，住上海陸軍總醫院，手術後乘輪船經重慶改乘飛機到成都，12月30日逝世